# Eurytoma amygdali
Eurytoma amygdali är en stekelart som beskrevs av Günther Enderlein 1907. Eurytoma amygdali ingår i släktet Eurytoma och familjen kragglanssteklar.
Artens utbredningsområde är:
- Bulgarien.
- Cypern.
- Frankrike.
- Grekland.
- Ungern.
- Libanon.
- Syrien.
- Israel.
- Jordan.
- Armenien.
- Azerbajdzjan.
- Turkiet.
- Ukraina.
- Nordmakedonien.

Inga underarter finns listade i Catalogue of Life.

## Bildgalleri

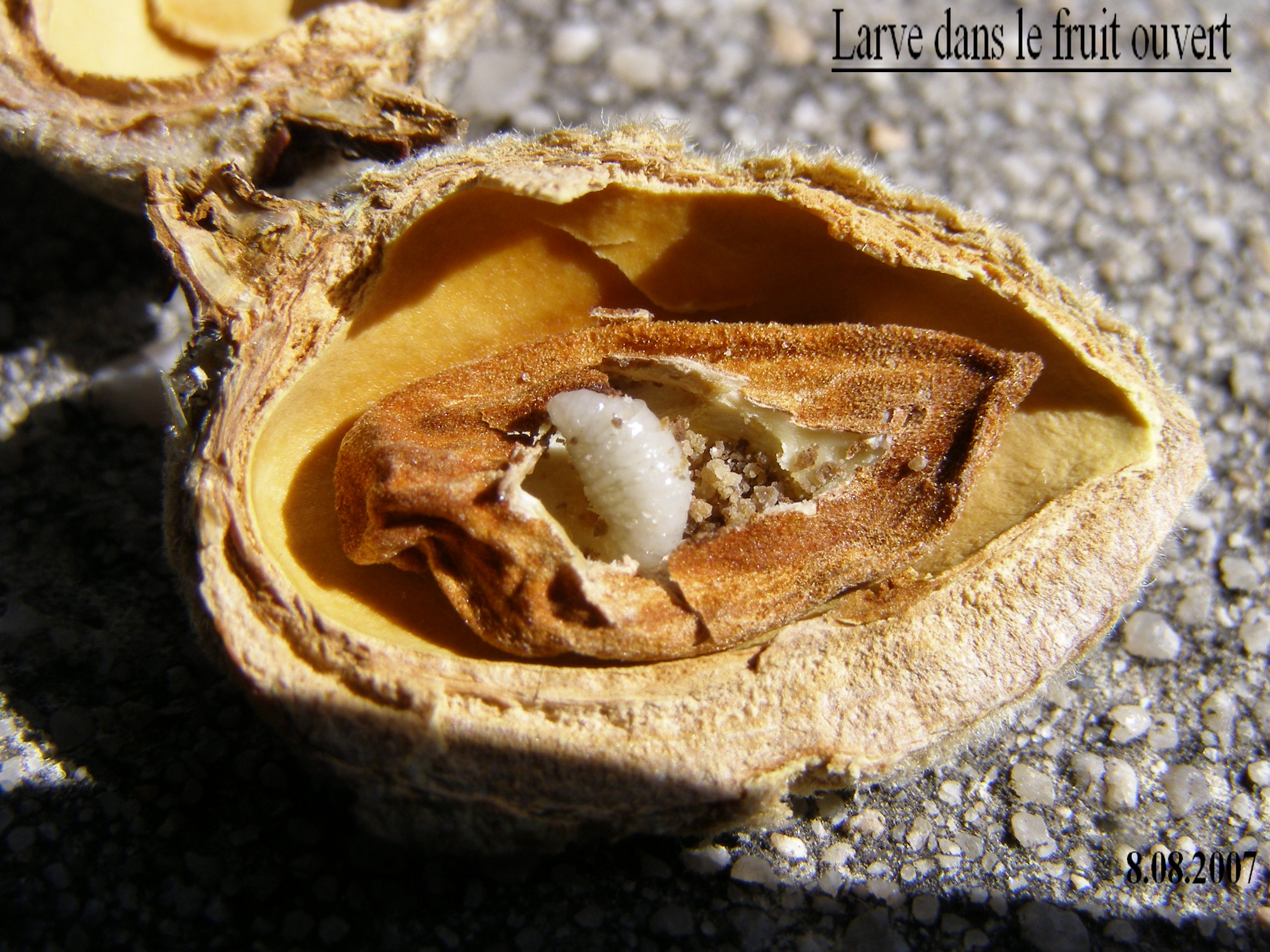
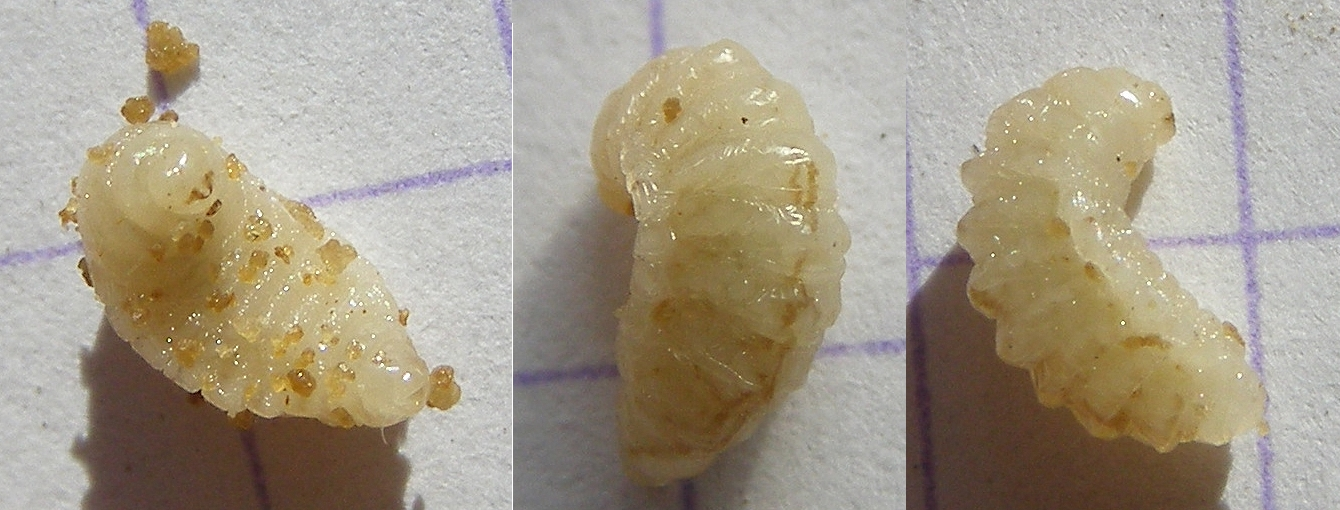
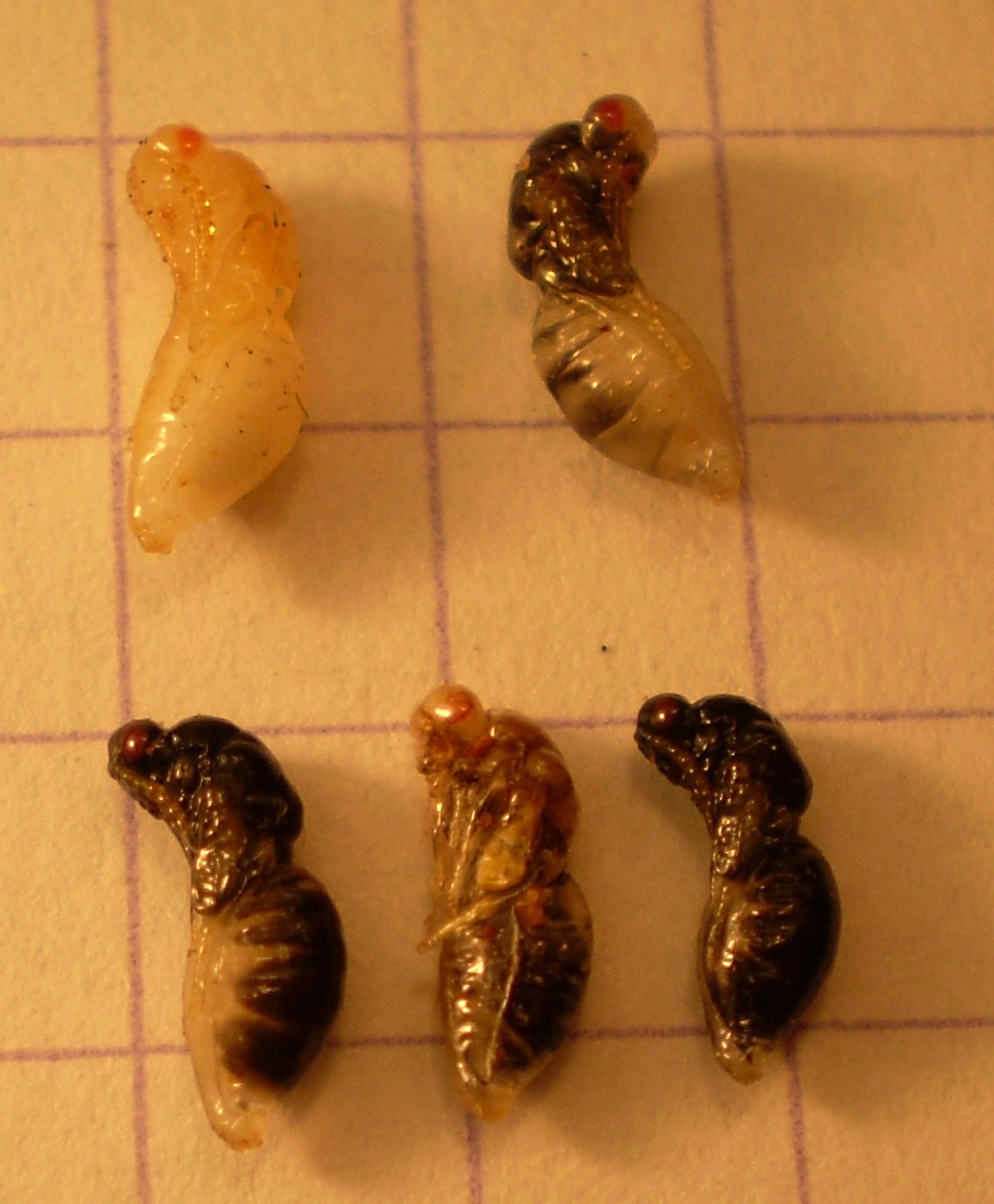
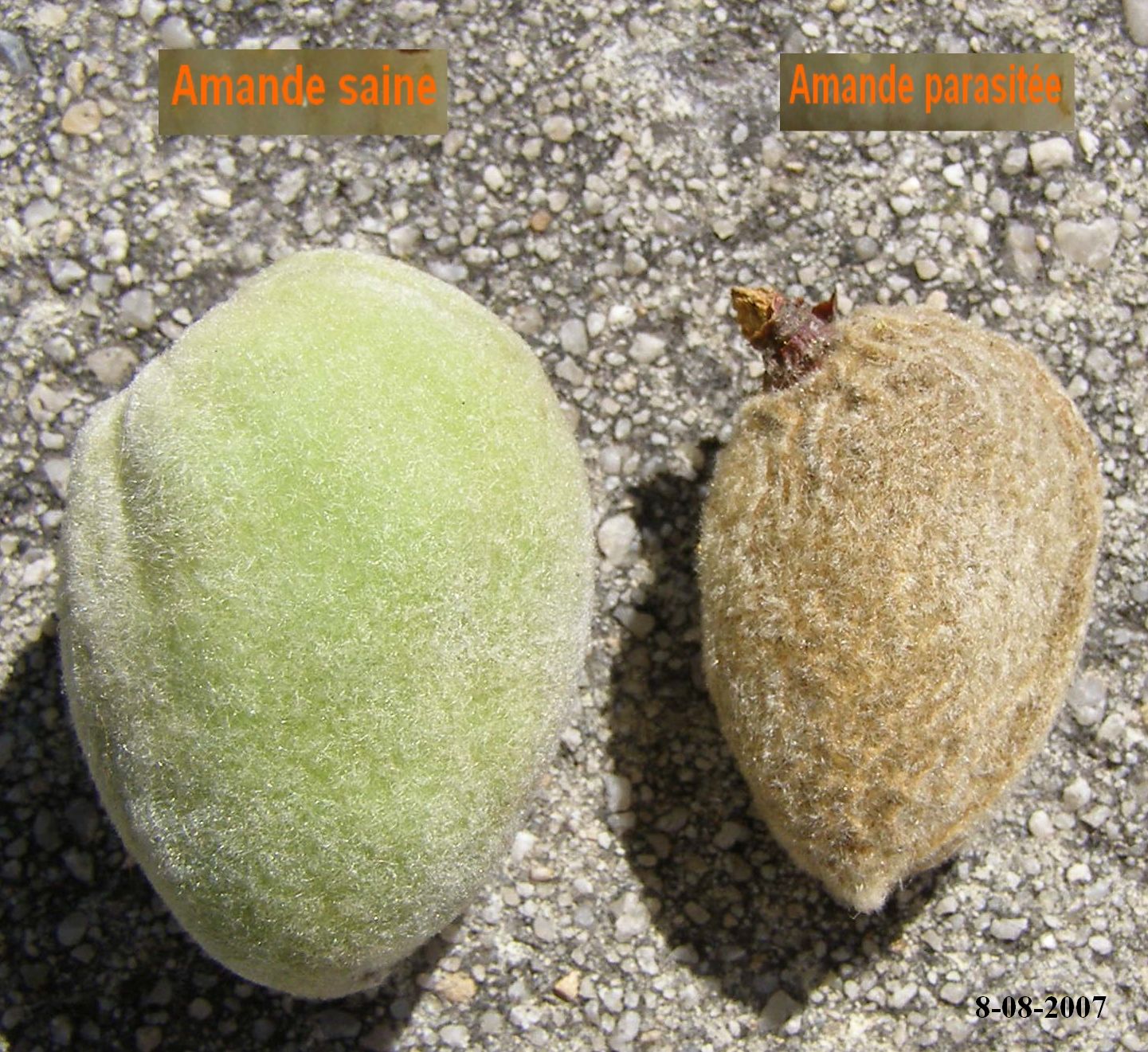
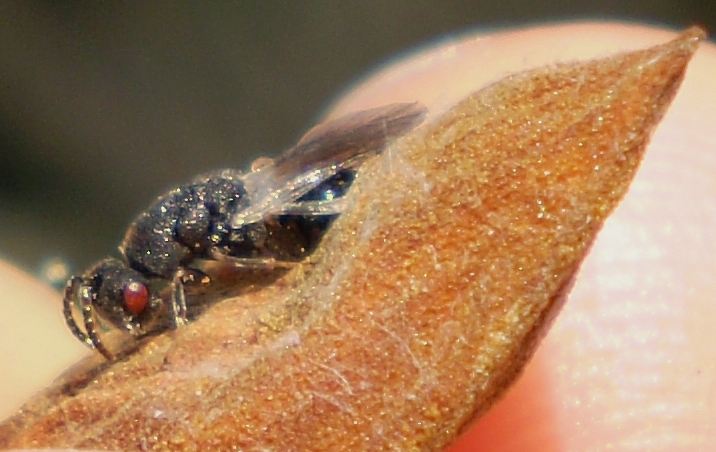
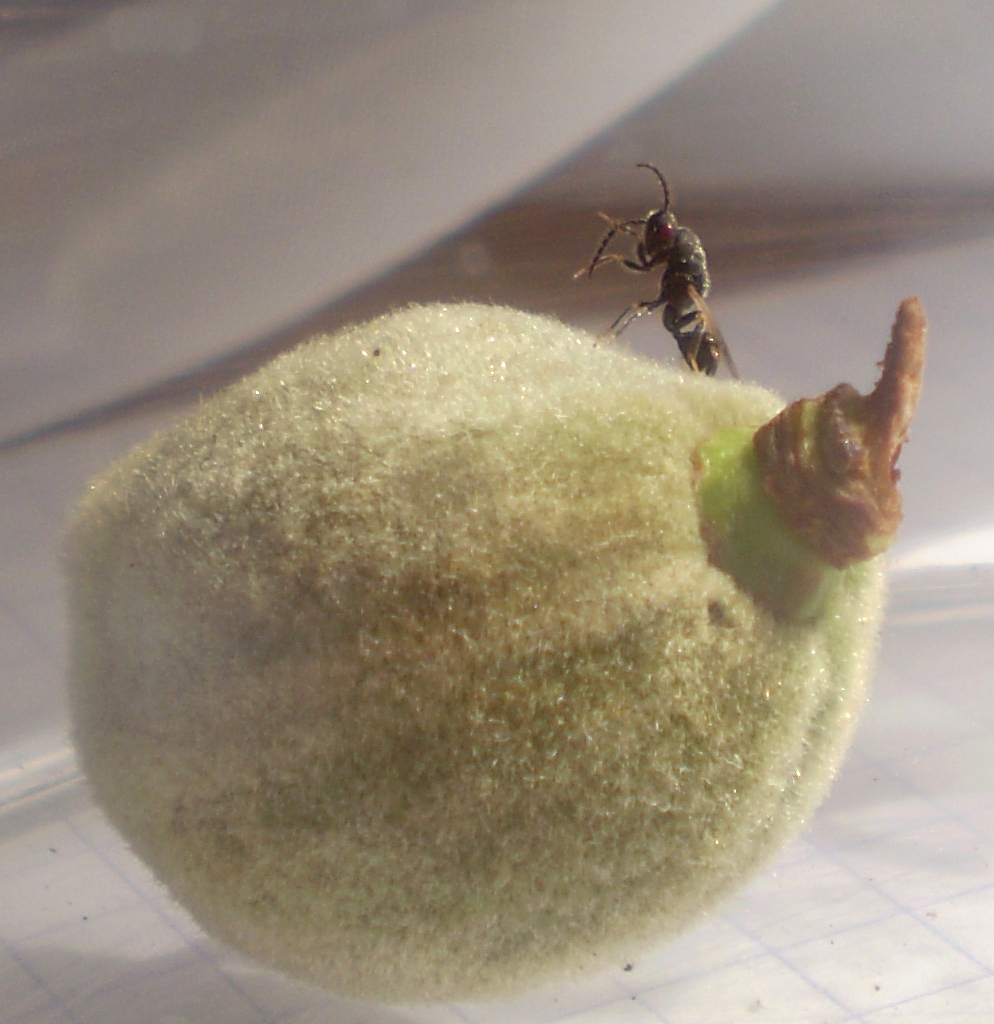